# Mario Schifano
Pour les articles homonymes, voir Schifano.
Mario Schifano né le 20 septembre 1934 à Khoms (Libye) et mort le 26 janvier 1998 à Rome (Italie) est un peintre et collagiste italien de tradition postmoderne.
Il a également atteint une certaine renommée en tant que cinéaste et musicien de rock.

## Biographie
Mario Schifano est né en 1934 à Khoms.
Il est considéré comme l'un des plus éminents artistes du postmodernisme italien. Son travail a été exposé dans le spectacle Nouveaux Réalistes en 1962 à la galerie Sidney Janis avec d'autres jeunes du Pop art et du Nouveau réalisme, dont Andy Warhol et Roy Lichtenstein. Il est devenu un membre du groupe d'artistes composé de la Scuola romana aux côtés de Franco Angeli (en) et de Tano Festa (it). Réputé être un artiste prolifique et exubérant, son addiction à la drogue lui a valu le qualificatif de « maledetto » (« maudit » en français).
Il a eu une relation avec Marianne Faithfull en 1969.
L'influence du Pop art se retrouve dans toute la production artistique de Mario Schifano, fasciné par les nouvelles technologies, la publicité, la musique, la photographie et l'expérimentation. En particulier, les œuvres les plus proches du pop art de l'artiste sont celles des années 1980, lorsqu'il crée la série Le Propaganda, dédiée à la reproduction de marques publicitaires. Les peintures des palmiers exotiques deviennent l'une de ses représentations les plus emblématiques.
Mario Schifano est mort à Rome le 26 janvier 1998. 

## Marché de l'art
Lors d'une vente aux enchères Sotheby's en 2022, l'œuvre Temps moderne de Schifano en émail sur toile s'est vendue 2,302 millions d'euros.

## Expositions
- En 2009, pour célébrer l'art contemporain italien, la première rétrospective Schifano a eu lieu en France, parallèlement à l'exposition Salvatore Garau au Musée d'art moderne de Saint-Etienne[5],[6].

## Filmographie
- 1964 : aller-retour (16 mm, n&B)
- 1964 : Reflex (16 mm, n&B, 8 min)
- 1966-1967 : Pittore a Milano (16 mm, n&B)
- 1967 : Serata (16 mm, C)
- 1967 : Anna Carini dans agosto vista dalle farfalle (16 mm, C)
- 1967 : Vietnam (16 mm, n&B, muet, 3 min)
- 1967 : Fabriqué aux etats-unis (16 mm, n&B, muet)
- 1967 : Silenzio (16 mm, n&B, muet)
- 1967 : Jean-Luc le Cinéma de Godard (16 mm, n&B)
- 1967 : Ferreri (16 mm, n&B, muet, 6 min)
- 1967 : Carol+Facture (16 mm, n&B, 31 min)
- 1967 : Souvenir (16 mm, n&B, 11 min)
- 1967 : le Film (16 mm, n&B, 15 min)
- 1967 : Anna (16 mm, n&B, muet, 12 min)
- 1967 : Fotografo (16 mm, n&B, muet, 3 min)
- 1967 : Schifano (16 mm, n&B, muet, 1 min)
- 1967 : Voce della foresta di plastica (16 mm)
- 1968 : Satellite (35 mm, n&B et C, 82 min)
- 1969 : Umano, non umano (it) (35 mm et 16 mm, C, 95 min - Production Mount Street Film)
- 1969 : Trapianto, consunzione, morte di Franco Brocani (35 mm et 16 mm, C et B&W, 120 min)
- 1970 : Paesaggi (Super 8 mm, C)
- 1985 : Sigles par "La Magnifica Ossessione" (Vidéo, C, 2 min - Production RAI)
- 1994 : Absolut Vodka (Vidéo, C, 20 min - Réalisé avec Roberto Lucca Taroni)